# Shameless (mùa 8)
Là mùa Thứ tám của xấu Hổ, một series phim truyền hình hài kịch của Mỹ, dựa trên series cùng tên ở Anh của Paul Abbott, được công bố vào ngày 19 tháng 12 năm 2016, một ngày sau khi mùa thứ bảy chung kết. mùa giải được phát sóng trên kênh 5, 2017, sẽ bao gồm một tổng cộng 12 tập.